# Janne Ojanen
Janne Juhani Ojanen (* 9. dubna 1968, Tampere) je bývalý finský lední hokejista, střední útočník. S finskou reprezentací vyhrál mistrovství světa 1995 (historický první finský titul). Ze světového šampionátu má též jedno stříbro (1994). Má stříbrnou medaili z olympijských her v Calgary konaných roku 1988 a bronz z olympijských her v Lillehammeru z roku 1994. Získal též bronz na Kanadském poháru 1991 a zlato na mistrovství světa juniorů 1987, kde byl kapitánem týmu. Hrál též na MS 1987 (5. místo), MS 1996 (5. místo), MS 1997 (5. místo) a MS 2002 (4. místo). Za národní tým odehrál 205 utkání. Nejvyšší finskou soutěž hrál jen za Tapparu, v letech 2000 až 2010 byl kapitánem týmu, třikrát se s ním stal mistrem Finska (1987, 1988, 2003). V roce 2002 byl zvolen nejlepším hráčem ligy v anketě hráčů (ocenění Zlatá helma), nejlepším hráčem základní části (Trofej Lasse Oksanena) a vyhrál i soutěž produktivity základní části, v roce 2008 byl zvolen nejslušnějším hráčem ligy (Trofej Raimo Kilpiöna), v roce 1987 nejlepším nováčkem soutěže (Cena Jarmo Wasamy). Absolvoval v domácí soutěži dvacet sezón a je rekordmanem v počtu branek (283 základní části). Jeho 876 ligových utkání mu zajišťuje třetí místo v historické tabulce ligy v počtu startů. V Tappaře je rekordmanem v počtu bodů i odehraných utkání. Tappara k jeho poctě vyřadila v roce 2010 číslo 8, které nosil, ze sady svých dresů. Ojanen byl posledním hráčem finské ligy, kterému bylo dovoleno hrát bez hledí na helmě. Zkusil si též NHL (New Jersey Devils; 98 zápasů, 44 bodů, 21 branek v základní části + 3 utkání a 2 body v play-off), švédskou ligu (Malmö) a švýcarskou nejvyšší soutěž (HC Lugano). V roce 2012 byl uveden do Finské hokejové síně slávy.